# Sport Club Kriens 2021-2022
Questa voce raccoglie le informazioni riguardanti il Sport Club Kriens nelle competizioni ufficiali della stagione 2021-2022.

## Stagione
Nella stagione 2021-2022 il Kriens, allenato da Davide Morandi, Michel Renggli e René van Eck, concluse il campionato di Challenge League al 10º posto e fu retrocesso in Promotion League. In Coppa Svizzera il Kriens fu eliminato al secondo turno dal Zurigo.

## Rosa
| N. |                     | Ruolo | Calciatore         |
| -- | ------------------- | ----- | ------------------ |
| 1  | Svizzera (bandiera) | P     | Pascal Brügger     |
| 2  | Croazia (bandiera)  | D     | Ivan Harambasic    |
| 3  | Svizzera (bandiera) | D     | Robin Busset       |
| 4  | Svizzera (bandiera) | D     | Elis Isufi         |
| 5  | Svizzera (bandiera) | D     | Elia Alessandrini  |
| 6  | Svizzera (bandiera) | C     | Anthony Bürgisser  |
| 7  | Svizzera (bandiera) | C     | Bahadir Yesilcayir |
| 8  | Svizzera (bandiera) | C     | Izer Aliu          |
| 10 | Svizzera (bandiera) | C     | Liridon Mulaj      |
| 11 | Francia (bandiera)  | C     | Oan Djorkaeff      |
| 12 | Svizzera (bandiera) | A     | Aziz Binous        |
| 13 | Albania (bandiera)  | C     | Albion Avdijaj     |
| 14 | Croazia (bandiera)  | D     | Marijan Urtic      |
| 15 | Ghana (bandiera)    | C     | Ransford Selasi    |

| N. |                     | Ruolo | Calciatore             |
| -- | ------------------- | ----- | ---------------------- |
| 16 | Svizzera (bandiera) | A     | Liam Bollati           |
| 17 | Svizzera (bandiera) | A     | Lino Lang              |
| 18 | Svizzera (bandiera) | P     | Joel Russo             |
| 19 | Svizzera (bandiera) | A     | Hélios Sessolo         |
| 20 | Svizzera (bandiera) | D     | Ashvin Balaruban       |
| 21 | Svizzera (bandiera) | C     | Nikola Sukacev         |
| 22 | Svizzera (bandiera) | P     | Joschua Neuenschwander |
| 23 | Svizzera (bandiera) | C     | Diogo Costa            |
| 25 | Svizzera (bandiera) | C     | David Mistrafović      |
| 26 | Svizzera (bandiera) | D     | Pietro Ivanov          |
| 27 | Francia (bandiera)  | D     | Anthony Goelzer        |
| 28 | Kosovo (bandiera)   | A     | Mark Marleku           |
| 30 | Kosovo (bandiera)   | D     | Qëndrim Kameraj        |

## Organigramma societario
Area tecnica
- Allenatore: René van Eck
- Allenatore in seconda:
- Preparatore dei portieri:
- Preparatori atletici:

## Calciomercato

### Sessione estiva
| Acquisti | Acquisti               | Acquisti     | Acquisti |
| R.       | Nome                   | da           | Modalità |
| -------- | ---------------------- | ------------ | -------- |
| D        | Anthony Goelzer        | Grasshoppers |          |
| C        | Nikola Sukacev         | Metalac      |          |
| A        | Liam Bollati           | Bellinzona   |          |
| A        | Aziz Binous            | Lucerna      |          |
| C        | Albion Avdijaj         | Vllaznia     |          |
| D        | Ashvin Balaruban       | Lucerna      |          |
| D        | Ivan Harambasic        | Köniz        |          |
| D        | Elis Isufi             | Basilea      |          |
| A        | Lino Lang              | Lucerna      |          |
| P        | Joschua Neuenschwander | Young Boys   |          |

| Cessioni | Cessioni        | Cessioni        | Cessioni |
| R.       | Nome            | a               | Modalità |
| -------- | --------------- | --------------- | -------- |
| D        | Albin Sadrijaj  | Vllaznia        |          |
| P        | Fabio Zizzi     | YF Juventus     |          |
| D        | Liridon Berisha | Xamax Neuchâtel |          |
| D        | Mirlind Kryeziu | Zurigo          |          |
| A        | Patrick Luan    | Sion            |          |
| D        | Baba Souare     | Grasshoppers    |          |
| A        | Igor Tadić      | SC Steinhausen  |          |
| C        | Dario Ulrich    | Vaduz           |          |

### Sessione invernale
| Acquisti | Acquisti | Acquisti | Acquisti |
| R.       | Nome     | da       | Modalità |
| -------- | -------- | -------- | -------- |

| Cessioni | Cessioni      | Cessioni | Cessioni |
| R.       | Nome          | a        | Modalità |
| -------- | ------------- | -------- | -------- |
| A        | Progon Maloku | Buochs   |          |

## Risultati

### Challenge League

#### Prima fase, girone di andata
| Arbitro: | Turkes |

|             |           |                    |
| Prtajin 12’ | Marcatori | 65’ (aut.) Neitzke |

| Arbitro: | Schärli |

|           |           |                                        |
| Mulaj 30’ | Marcatori | 3’ Gerndt 36’ Santos 82’ (rig.) Karlen |

| Arbitro: | von Mandach |

|                                    |           |  |
| Epitaux 14’, 54’ Gazzetta 56’, 72’ | Marcatori |  |

| Arbitro: | Gianforte |

|  |           |                         |
|  | Marcatori | 44’ Zumberi 62’ Bahloul |

| Arbitro: | Drmic |

|                              |           |                                  |
| Mulaj 14’ Avdijaj 45’ (rig.) | Marcatori | 24’ Lekaj 27’ Alves 69’ Manzambi |

| Arbitro: | Odiet |

|                                          |           |                |
| Giusto 38’ Çiçek 71’ Rahimi 76’ Rapp 81’ | Marcatori | 90’ Harambasic |

| Arbitro: | von Mandach |

|  |           |                        |
|  | Marcatori | 5’ Kalezić 78’ Eleouet |

| Arbitro: | Fähndrich |

|                                             |           |  |
| Labeau 7’, 87’, 89’ Abdullah 42’ Chader 60’ | Marcatori |  |

| Aarau 3 ottobre 2021, ore 14:15 CEST 9ª giornata | Aarau   | 0 – 0 referto | Kriens | Stadion Brügglifeld (3 481 spett.)\| Arbitro: \| Schärli \| |
| Arbitro:                                         | Schärli |               |        |                                                             |

#### Prima fase, girone di ritorno
| Kriens 16 ottobre 2021, ore 18:00 CEST 10ª giornata | Kriens | 0 – 0 referto | Sciaffusa | Stadion Kleinfeld (930 spett.)\| Arbitro: \| Thies \| |
| Arbitro:                                            | Thies  |               |           |                                                       |

| Arbitro: | von Mandach |

|                                                              |           |             |
| Buess 15’ (rig.), 66’ Ramizi 17’ Manzambi 25’, 51’ Nucci 83’ | Marcatori | 30’ Goelzer |

| Arbitro: | Kanagasingam |

|             |           |  |
| Sessolo 13’ | Marcatori |  |

| Arbitro: | Piccolo |

|                                           |           |  |
| Bahloul 18’ Lukembila 26’, 49’ Kamber 83’ | Marcatori |  |

| Arbitro: | Kanagasingam |

|  |           |             |
|  | Marcatori | 32’ Mafouta |

| Arbitro: | Drmic |

|                              |           |         |
| Chihadeh 30’, 41’ Gerndt 55’ | Marcatori | 7’ Aliu |

| Arbitro: | Piccolo |

|          |           |                          |
| Lang 42’ | Marcatori | 23’ Gasser 61’, 80’ Rapp |

| Arbitro: | Wolfensberger |

|           |           |                |
| Mulaj 16’ | Marcatori | 23’, 64’ Gashi |

| Arbitro: | Piccolo |

|                       |           |  |
| Koné 45’ Eberhard 80’ | Marcatori |  |

#### Seconda fase, girone di andata
| Arbitro: | Turkes |

|                                       |           |  |
| Harambasic 11’ (aut.) Ballet 61’, 81’ | Marcatori |  |

| Arbitro: | Thies |

|  |           |                              |
|  | Marcatori | 49’, 70’ Malula 89’ Eberhard |

| Arbitro: | Staubli |

|                         |           |           |
| Labeau 34’ Abdullah 63’ | Marcatori | 14’ Mulaj |

| Arbitro: | von Mandach |

|  |           |                                                                             |
|  | Marcatori | 6’ Schneider 30’ Rrudhani 37’ (rig.) Gashi 85’ (rig.) Spadanuda 87’ Bergsma |

| Arbitro: | Thies |

|                               |           |             |
| Nuzzolo 18’ (rig.) Beloko 26’ | Marcatori | 13’ Sessolo |

| Arbitro: | Kanagasingam |

|                                      |           |             |
| Bahloul 45’ Lukembila 69’ Fazliu 85’ | Marcatori | 84’ Avdijaj |

| Arbitro: | Turkes |

|  |           |            |
|  | Marcatori | 51’ Fatkič |

| Arbitro: | von Mandach |

|                                 |           |                        |
| Omerović 57’ Rapp 82’ Đokić 86’ | Marcatori | 8’ (rig.), 62’ Sessolo |

| Kriens 19 marzo 2022, ore 18:00 CET 27ª giornata | Kriens  | 0 – 0 referto | Sciaffusa | Stadion Kleinfeld (750 spett.)\| Arbitro: \| Schärli \| |
| Arbitro:                                         | Schärli |               |           |                                                         |

#### Seconda fase, girone di ritorno
| Arbitro: | Huwiler |

|                                  |           |                    |
| Havenaar 7’, 56’ Kyeremateng 58’ | Marcatori | 82’ (rig.) Avdijaj |

| Arbitro: | von Mandach |

|                       |           |                |
| Mulaj 12’ Avdijaj 15’ | Marcatori | 87’ Rustemoski |

| Arbitro: | Gianforte |

|  |           |                                                              |
|  | Marcatori | 15’ Surdez 45’, 77’ (rig.) Lahiouel 68’ Nuzzolo 90’ Ouattara |

| Arbitro: | Staubli |

|                                      |           |                              |
| Rrudhani 17’ Spadanuda 30’ Conus 62’ | Marcatori | 29’ Bürgisser 75’ Yesilcayir |

| Arbitro: | Gianforte |

|                   |           |           |
| Aliu 21’ Lang 39’ | Marcatori | 7’ Kamber |

| Arbitro: | Huwiler |

|                                              |           |          |
| Gjorgjev 39’, 48’ González 41’ Bobadilla 80’ | Marcatori | 90’ Aliu |

| Arbitro: | Odiet |

|  |           |           |
|  | Marcatori | 73’ Đokić |

| Arbitro: | Schärli |

|                                     |           |                            |
| Eberhard 7’ Eleouet 37’ Fargues 63’ | Marcatori | 36’ Marleku 80’ Yesilcayir |

| Arbitro: | von Mandach |

|  |           |                                                                |
|  | Marcatori | 26’, 61’ Buess 33’ Ltaief 75’ (rig.) Alves 85’ (rig.) Demhasaj |

### Coppa Svizzera
| Arbitro: | Kanagasingam |

|         |           |                                  |
| Cid 76’ | Marcatori | 67’ Binous 84’ Mulaj 90’ Sessolo |

| Arbitro: | Dudic |

|  |           |                |
|  | Marcatori | 19’ Marchesano |

## Statistiche

### Statistiche di squadra
| Competizione     | Punti | In casa | In casa | In casa | In casa | In casa | In casa | In trasferta | In trasferta | In trasferta | In trasferta | In trasferta | In trasferta | Totale | Totale | Totale | Totale | Totale | Totale | DR  |
| Competizione     | Punti | G       | V       | N       | P       | Gf      | Gs      | G            | V            | N            | P            | Gf           | Gs           | G      | V      | N      | P      | Gf     | Gs     | DR  |
| ---------------- | ----- | ------- | ------- | ------- | ------- | ------- | ------- | ------------ | ------------ | ------------ | ------------ | ------------ | ------------ | ------ | ------ | ------ | ------ | ------ | ------ | --- |
| Challenge League | 13    | 18      | 3       | 2       | 13      | 10      | 38      | 18           | 0            | 2            | 16           | 15           | 55           | 36     | 3      | 4      | 29     | 25     | 93     | -68 |
| Coppa Svizzera   | -     | 1       | 0       | 0       | 1       | 0       | 1       | 1            | 1            | 0            | 0            | 3            | 1            | 2      | 1      | 0      | 1      | 3      | 2      | +1  |
| Totale           | 13    | 19      | 3       | 2       | 14      | 10      | 39      | 19           | 1            | 2            | 16           | 18           | 56           | 38     | 4      | 4      | 30     | 28     | 95     | -67 |

### Andamento in campionato
| Giornata  | 1 | 2 | 3 | 4 | 5  | 6  | 7  | 8  | 9  | 10 | 11 | 12 | 13 | 14 | 15 | 16 | 17 | 18 | 19 | 20 | 21 | 22 | 23 | 24 | 25 | 26 | 27 | 28 | 29 | 30 | 31 | 32 | 33 | 34 | 35 | 36 |
| --------- | - | - | - | - | -- | -- | -- | -- | -- | -- | -- | -- | -- | -- | -- | -- | -- | -- | -- | -- | -- | -- | -- | -- | -- | -- | -- | -- | -- | -- | -- | -- | -- | -- | -- | -- |
| Luogo     | T | C | T | C | C  | T  | C  | T  | T  | C  | T  | C  | T  | C  | T  | C  | C  | T  | T  | C  | T  | C  | T  | T  | C  | T  | C  | T  | C  | C  | T  | C  | T  | C  | T  | C  |
| Risultato | N | P | P | P | P  | P  | P  | P  | N  | N  | P  | V  | P  | P  | P  | P  | P  | P  | P  | P  | P  | P  | P  | P  | P  | P  | N  | P  | V  | P  | P  | V  | P  | P  | P  | P  |
| Posizione | 4 | 7 | 9 | 9 | 10 | 10 | 10 | 10 | 10 | 10 | 10 | 10 | 10 | 10 | 10 | 10 | 10 | 10 | 10 | 10 | 10 | 10 | 10 | 10 | 10 | 10 | 10 | 10 | 10 | 10 | 10 | 10 | 10 | 10 | 10 | 10 |

Legenda:

Luogo: C = Casa; T = Trasferta. Risultato: V = Vittoria; N = Pareggio; P = Sconfitta.

### Statistiche dei giocatori
| Giocatore         | Challenge League | Challenge League | Challenge League | Challenge League | Coppa Svizzera | Coppa Svizzera | Coppa Svizzera | Coppa Svizzera | Totale   | Totale | Totale      | Totale     |
| Giocatore         | Presenze         | Reti             | Ammonizioni      | Espulsioni       | Presenze       | Reti           | Ammonizioni    | Espulsioni     | Presenze | Reti   | Ammonizioni | Espulsioni |
| ----------------- | ---------------- | ---------------- | ---------------- | ---------------- | -------------- | -------------- | -------------- | -------------- | -------- | ------ | ----------- | ---------- |
| E. Alessandrini   | 3                | 0                | 1                | 0                | 0              | 0              | 0              | 0              | 3        | 0      | 1           | 0          |
| I. Aliu           | 31               | 3                | 4                | 0                | 2              | 0              | 1              | 0              | 33       | 3      | 5           | 0          |
| A. Avdijaj        | 30               | 4                | 2                | 0                | 2              | 0              | 0              | 0              | 32       | 4      | 2           | 0          |
| A. Balaruban      | 23               | 0                | 4                | 0                | 0              | 0              | 0              | 0              | 23       | 0      | 4           | 0          |
| A. Binous         | 10               | 0                | 0                | 0                | 2              | 1              | 1              | 0              | 12       | 1      | 1           | 0          |
| L. Bollati        | 14               | 0                | 1                | 0                | 1              | 0              | 0              | 0              | 15       | 0      | 1           | 0          |
| P. Brügger        | 16               | 0                | 0                | 0                | 1              | 0              | 0              | 0              | 17       | 0      | 0           | 0          |
| R. Busset         | 26               | 0                | 1                | 1                | 0              | 0              | 0              | 0              | 26       | 0      | 1           | 1          |
| A. Bürgisser      | 24               | 1                | 2                | 0                | 0              | 0              | 0              | 0              | 24       | 1      | 2           | 0          |
| D. Costa          | 14               | 0                | 1                | 0                | 1              | 0              | 0              | 0              | 15       | 0      | 1           | 0          |
| O. Djorkaeff      | 11               | 0                | 2                | 0                | 1              | 0              | 0              | 0              | 12       | 0      | 2           | 0          |
| A. Goelzer        | 26               | 1                | 2                | 0                | 2              | 0              | 0              | 0              | 28       | 1      | 2           | 0          |
| I. Harambasic     | 18               | 1                | 4                | 0                | 2              | 0              | 0              | 0              | 20       | 1      | 4           | 0          |
| E. Isufi          | 27               | 0                | 2                | 0                | 1              | 0              | 0              | 0              | 28       | 0      | 2           | 0          |
| P. Ivanov         | 6                | 0                | 0                | 0                | 0              | 0              | 0              | 0              | 6        | 0      | 0           | 0          |
| Q. Kameraj        | 11               | 0                | 0                | 0                | 0              | 0              | 0              | 0              | 11       | 0      | 0           | 0          |
| L. Lang           | 32               | 2                | 5                | 0                | 2              | 0              | 0              | 0              | 34       | 2      | 5           | 0          |
| P. Maloku         | 0                | 0                | 0                | 0                | 0              | 0              | 0              | 0              | 0        | 0      | 0           | 0          |
| M. Marleku        | 23               | 1                | 1                | 0                | 1              | 0              | 0              | 0              | 24       | 1      | 1           | 0          |
| D. Mistrafović    | 34               | 0                | 5                | 1                | 2              | 0              | 0              | 0              | 36       | 0      | 5           | 1          |
| L. Mulaj          | 29               | 5                | 5                | 1                | 2              | 1              | 0              | 0              | 31       | 6      | 5           | 1          |
| J. Neuenschwander | 20               | 0                | 2                | 0                | 1              | 0              | 0              | 0              | 21       | 0      | 2           | 0          |
| J. Russo          | 0                | 0                | 0                | 0                | 0              | 0              | 0              | 0              | 0        | 0      | 0           | 0          |
| R. Selasi         | 24               | 0                | 5                | 1                | 2              | 0              | 1              | 0              | 26       | 0      | 6           | 1          |
| H. Sessolo        | 24               | 4                | 4                | 0                | 2              | 1              | 0              | 0              | 26       | 5      | 4           | 0          |
| N. Sukacev        | 18               | 0                | 0                | 0                | 0              | 0              | 0              | 0              | 18       | 0      | 0           | 0          |
| M. Urtic          | 29               | 0                | 8                | 1                | 2              | 0              | 1              | 0              | 31       | 0      | 9           | 1          |
| B. Yesilcayir     | 29               | 2                | 7                | 0                | 2              | 0              | 0              | 0              | 31       | 2      | 7           | 0          |
| R. Zbinden        | 0                | 0                | 0                | 0                | 0              | 0              | 0              | 0              | 0        | 0      | 0           | 0          |